# عبد الله الشفشاوني
عبد الله الشفشاوني هو سياسي مغربي ونائب برلماني ووزير سابق وُلد في مدينة وجدة في المغرب، وكان والده هو الفقيه والعلامة عبد الرحمن الشفشاوني، وهو الأخ الأكبر لللمهندس والسياسي المغربي والوزير السابق لوزارة الأشغال العمومية في المغرب يحيى الشفشاوني.

## مسيرته المهنية
عُيّن عبد الله الشفشاوني وزيرا مكلفا بوزارة الاقتصاد والشؤون المالية في حكومة رئيس الوزراء المغربي الأسبق أحمد بلافريج بدءًا من 12 مايو عام 1958 وحتى استقالة الحكومة في 3 ديسمبر عام 1958.